# 骄傲
驕傲（英語：Pride），又寫為憍傲，是一種內在的情緒狀態，一般而言，有兩大類常見的意涵。作為正面的意思，驕傲是一種對於達成目標，或是對於某個選擇或行動的結果，感到滿意的情緒。它也可以是一種受到讚賞之後產生的情緒，對自我獨立、堅強的形象感到滿足，或成為某個社會群體一份子後產生的歸屬感與認同，並因此衍生出滿意的情緒。作為負面的意思，驕傲是指一種對於個人的地位或成就的自我膨脹與炫耀，此时與傲慢（hubris）是同義詞。
驕傲有幾項要件：
1. 是屬於結果性的，須有某項事物，讓自己處在自滿的狀態。
2. 是屬於自身關聯性的，會跟自己有關，才會引起這種狀態。

## 另見
- 自信
- 傲慢
- 自利性偏差
- 自大狂
- 自戀
- 虚荣
- 鄧寧-克魯格效應